# T-34 (試作)
T-34軽戦車はソビエト連邦の試作戦車である。

## 概要
1930年代前半、ソビエト連邦はT-26を主力戦車としていた。しかしT-26はまとまった数が揃わず、1931年にその不足の穴埋めをする為に本車が計画、設計された。
1933年初頭に試験が行われたが、軽戦車というより豆戦車に近い頼りない攻撃力と軽装甲の為に採用にはいたらず、1934年にT-26の大量生産体制が完成したことで本車の実戦運用は幻となった。当初は7.62mm機銃が主砲の予定だったが、主砲としては弱過ぎると20mm砲に変更された。それでも攻撃力の不安は解消されなかった。

## 参考
- М. Н. Свирин. Броня крепка. История советского танка. 1919—1937 — Москва: Яуза, Эксмо, 2005. — 384 с. — 5000 экз. — ISBN 5-69913-809-9.